# 8318 Averroës
8318 Averroës è un asteroide della fascia principale. Scoperto nel 1973, presenta un'orbita caratterizzata da un semiasse maggiore pari a 3,1843603 au e da un'eccentricità di 0,1611645, inclinata di 0,51679° rispetto all'eclittica.
L'asteroide è dedicato all'astronomo musulmano medievale Averroè.